# Giuseppe Bertagna
Giuseppe Bertagna (12 ottobre 1951) è un pedagogista italiano.

## Biografia
Già docente di filosofia e storia nei licei, poi preside di liceo e di istituto tecnico, infine dirigente superiore dei servizi ispettivi per il Ministero dell’istruzione, è divenuto prima ricercatore all’Università di Torino, poi professore associato di Pedagogia generale e sociale presso l’Università di Bologna. Dal 2001 è diventato professore ordinario di Pedagogia generale e sociale presso l'Università di Bergamo dove ha fondato, nel 2005, il Centro per la Qualità dell'Insegnamento e dell'Apprendimento (CQIA), che ha diretto fino al pensionamento, nel 2022.
Tra il 2003 e il 2007 è stato direttore del Dipartimento di Scienze della persona presso l’Università di Bergamo; tra il 2012 e il 2018 ha diretto il Dipartimento di Scienze umane e sociali del medesimo ateneo; dal 2016 al 2022 ha presieduto il Consiglio di corso di studi della laurea magistrale abilitante in Scienze della formazione primaria.
È stato membro, dal 1982 al 2015, del Comitato editoriale dell’Editrice La Scuola di Brescia e dal 2011 dirige il comitato editoriale delle Edizioni Studium di Roma.
Dirige le riviste di fascia A Formazione, lavoro, persona, Nuova secondaria ed è condirettore di Professionalità Studi.

## Incarichi pubblici
Tra il 1988 e il 1992 è stato membro del Comitato Ristretto della commissione Brocca, che ha attivato la sperimentazione omonima nella scuola secondaria italiana.
Nella XIV legislatura ha presieduto il Gruppo Ristretto di Lavoro che ha fornito le basi pedagogiche, culturali e ordinamentali della riforma Moratti e ha curato i documenti pedagogici e normativi che l'hanno accompagnata; è stato per due anni (2002-2003) membro designato dal governo italiano presso l'Ocse
Dal 2002 al 2004 è stato Direttore scientifico del Cisem (Centro per l’Innovazione, la Sperimentazione e l’Educazione della Provincia di Milano) e delle ricerche istituzionali condotte da tale organismo.
Nel 2022 è stato nominato consigliere del Ministro dell'Istruzione Valditara.
È stato spesso consulente per i problemi della transizione scuola lavoro e della formazione sul lavoro per enti istituzionali (Ministero del Lavoro e delle Politiche Sociali, Regione Lombardia) e per enti privati di ricerca

## Pensiero
Ha coltivato nel tempo tre principali linee di ricerca.
La prima è teoretica. Da questo punto di vista, si è interessato soprattutto di antropologia e di epistemologia pedagogica. In questa direzione, ha coordinato il Dottorato di ricerca in «Scienze pedagogiche», istituito dal 2006 al 2009 presso l’Università degli Studi di Bergamo.
La seconda linea di ricerca è di pedagogia del lavoro. In relazione a quest’ambito, ha coordinato dal 2009 fino al 2021 il Dottorato di ricerca in «Formazione della persona e mercato del lavoro».
La terza linea di studio è di pedagogia della scuola, che lo ha portato, dalla metà degli anni 1980, a essere uno dei protagonisti delle varie Commissioni nazionali per la riforma del sistema di istruzione e di formazione

## Pubblicazioni
Ha pubblicato 12 monografie, 12 curatele, 150 saggi in volume e più di 600 articoli in riviste.
Tra i lavori degli ultimi 20 anni, si segnalano:
- Avvio alla riflessione pedagogica. Razionalità classica e teoria dell’educazione, La Scuola, Brescia 2000
- Valutare tutti. Valutare ciascuno. Una prospettiva pedagogica, La Scuola, Brescia 2004
- Pensiero manuale. La scommessa di un sistema di istruzione e di formazione di pari dignità, Rubbettino, Soveria Mannelli 2006
- Autonomia. Storia, bilancio e rilancio di un'idea, La Scuola, Brescia 2008
- Dietro una riforma. Quadri e problemi pedagogici dalla riforma Moratti (2001-2006) al "cacciavite" di Fioroni, Rubbettino, Soveria Mannelli 2009
- Dall'educazione alla pedagogia. Avvio al lessico pedagogico e alla teoria dell'educazione, La Scuola, Brescia 2010
- Lavoro e formazione dei giovani, La Scuola, Brescia 2011
- (a cura di Bertagna G., Ulivieri S.) La ricerca pedagogica nell’Italia contemporanea. Problemi e prospettive, Edizioni Studium, Roma 2017
- (a cura di), Educazione e formazione. Sinonimie, analogie, differenze, Edizioni Studium, Roma 2018
- La scuola al tempo del Covid, Edizioni Studium, Roma 2020